# جورج سادلير

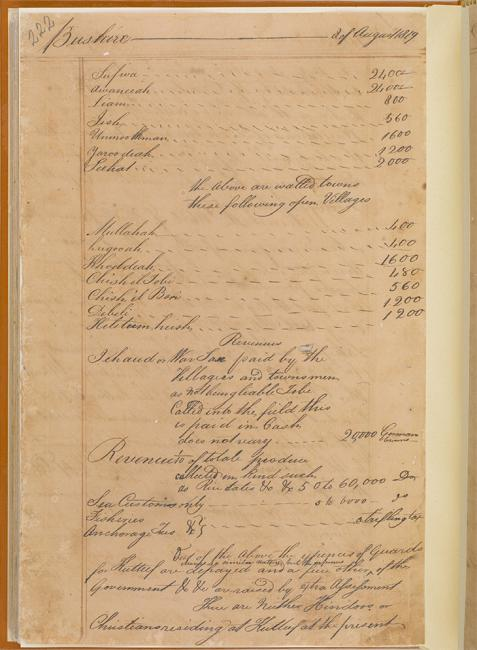
صفحة من مذكرات جورج سادلر

الكابتن جورج فورستر سادلير، (Sadleir, George Forste) (1789–1859)، ضابط جيش ومستكشف، وُلِد في 19 يناير 1789 في كورك.

## العائلة
الابن الثالث لجيمس سادلير، مُصنِّع القطن وشريف كورك (1791)، من تيبيراري ولاحقًا شانون فال هاوس، كلوناكيلتي، كو كورك وزوجته جوانا ابنة جورج فورستر من كورك. كان شقيقه الأصغر، ريتشارد سادلير، قائداً في البحرية الملكية. انحدرت العائلة من جون سادلير من ستراتفورد أبون أفون، إنجلترا، الذي جاء إلى أيرلندا في وقت تسوية كرومويليان.

## الحياة المهنية
تم تكليف جورج فورستر سادلير (أبريل 1805) كملازم في القوة 47 في سلاح المشاة البريطاني. تمت ترقيته إلى ملازم في عام 1806، وشارك في الانسحاب من مونتفيدو والهجوم الفاشل ضد بوينس آيرس (1807) ، ثم تم نشره مع فوجه في الهند (ديسمبر 1807 - مايو 1812). شارك في الحملة ضد قراصنة القواسم في الخليج العربي (1809) ، قبل ارساله إلى مومباي. في عام 1812 تم إعطاؤه قيادة مجموعة من الضباط وضباط الصف وتم إرساله إلى تبريز في بلاد فارس لتدريب قوات الشاه (فتح علي شاه، 1797-1833). تمت ترقيته إلى نقيب في عام 1813، وبقي في هذه المهمة العسكرية حتى عام 1815، برتبة رائد . قدم له الشاه سيفا، وتم الاعتراف بخدماته من قبل اللورد هاستينغز  الحاكم العام للهند.

## شبه الجزيرة العربية
بعد عودته إلى الهند ، شارك في حملة مالوا وعُين في هيئة الموظفين السياسيين للسير جون مالكولم (1817-1818). اختاره اللورد هاستنغز في أبريل 1819 للقيام بمهمة سياسية دقيقة في شبه الجزيرة العربية. في عام 1818 ، استولى إبراهيم باشا (ابن محمد علي باشا ، حاكم مصر) على عاصمة الدولة السعودية الأولى في الدرعية. عرفت الحكومة البريطانية أن محمد كان يرغب في الانفصال عن السيطرة التركية وتثبيت نفسه كحاكم مستقل لمصر. ونتيجة لذلك، أُمر سادلير بالسفر إلى شبه الجزيرة العربية، والعثور على إبراهيم علي باشا، واهداءه سيفا وتقديم التهنئة على فوزه. كما كان من المفترض أن يقترح سادلير تحالفًا ضد قراصنة القواسم الذين كانوا يقومون بغارات في الخليج العربي وفي بحر العرب، قبالة الساحل الهندي. كما طلب منه جمع أكبر قدر ممكن من المعلومات الطوبوغرافية عن المناطق الداخلية من شبه الجزيرة العربية.
غادر بومباي في 14 أبريل 1819، أبحر في شركة شرق الهند ثيتيس، ووصل إلى مسقط في 7 مايو. هناك حاول دون جدوى إقناع السلطان، السيد سعيد بن سلطان، بالتعاون مع الجيش المصري في عهد إبراهيم. خلال الأشهر الخمسة التالية، سافر عبر المناطق الداخلية من شبه الجزيرة العربية بحثًا عن إبراهيم، الذي قيل له أولاً أنه في الهفوف. وعند الوصول إلى الهفوف وجد أن القائد المصري كان في معسكر خارج الدرعية. وفي الدرعية، وجد أن إبراهيم قد انسحب من الدرعية إلى الرس؛ وفي الرس وجد أن إبراهيم انتقل إلى المدينة المنورة. وأخيرًا، التقى بإبراهيم في المدينة وكان له جمهور معه في أبيار علي، خارج المدينة، يومي 8 و 9 سبتمبر 1819. لم يكن إبراهيم ملتزماً ورفض الموافقة على أي عمل مشترك ضد قراصنة القواسم. سافر سادلر إلى ينبع ومن هناك إلى جدة، وعاد أخيرًا إلى بومباي في مايو 1820.
في حين شعر سادلير بخيبة أمل عميقة بسبب عدم نجاحه، فقد قام برحلة ملحمية وكان أول أوروبي يسافر من الشرق إلى الساحل الغربي لشبه الجزيرة العربية. في الواقع، لم يكن الكابتن ويليام هنري شكسبير قد قام برحلة مماثلة عبر شبه الجزيرة العربية، سافر من الكويت إلى العقبة حتى عام 1914. أيضًا، عندما يعتبر المرء أن معظم الخرائط الأوروبية تحتوي فقط على تفاصيل المناطق الساحلية في شبه الجزيرة العربية، فإن رحلته تمثل تقدمًا كبيرًا من الناحية الجغرافية، حيث كان قد جمع كمية هائلة من المعلومات الطبوغرافية في المناطق الداخلية من البلاد. في الواقع، ظلت مذكرته عن هذه البعثة المصدر الوحيد للمعلومات حول المناطق الداخلية من شبه الجزيرة العربية حتى أوائل القرن العشرين. ومع ذلك، وعلى عكس الرحالة اللاحقين مثل السير ريتشارد بيرتون، تشارلز داوتي، وتوماس إدوارد لورنس، لم ير سادلير نفسه على أنه عربي ولم يبذل أي جهد لتبني العادات واللباس المحلي، أو تعلم أي شيء من اللغة العربية.
عند عودته إلى الهند، تم تعيينه كممثل لشركة الهند الشرقية في سلسلة من المفاوضات مع أمراء السِّنْد (نوفمبر - ديسمبر 1820) ، والتي تتعلق بأنشطة قطاع الطرق كوتش وخوسا. حصل في النهاية على معاهدة وافق فيها الأمراء على قمع تلك العصابات بينما كانوا يدفعون أيضًا تعويضات. خدم في الدكن بالقدم 47 (1821–184) وشارك في حرب بورما الأولى (1824–186). كرائد في اللواء، كان حاضراً في معارك بانلانغ ودونابيو وشارك في اقتحام مرتفعات نيباد. تمت ترقيته إلى رائد في يونيو 1830، تقاعد من الجيش في فبراير 1837.
في عام 1837 أصبح شريف كورك، وفي عام 1848 تزوج أبيغيل، ابنة جون ريدنغز من كورك. لم يكن لديهم أطفال. في عام 1855 هاجر إلى نيوزيلندا، حيث توفي 2 ديسمبر 1859 في أوكلاند. تم نشر مذكراته عن بعثته العربية عام 1819 بعد وفاته كمذكرات

## مذكراته
رحلة عبر الجزيرة العربية من القطيف على الخليج العربي إلى ينبع على البحر الأحمر، خلال عام 1819